# Cyttomimus
Cyttomimus is een geslacht van straalvinnige vissen uit de familie van zonnevissen (Zenionidae).

## Soorten
- Cyttomimus affinis Weber, 1913
- Cyttomimus stelgis Gilbert, 1905